# Peter Breiner
Peter Breiner (3. července 1957 Humenné, Slovensko) je klavírista, skladatel, dirigent a aranžér slovenského původu žijící v New Yorku.

## Životopis
Na klavír začal hrát ve věku 4 let, v letech 1971–1975 studoval na konzervatoři v Košicích hru na klavír, skladbu, dirigování a hru na bicí nástroje. Později se přestěhoval do Bratislavy, kde v letech 1975–1981 studoval hudební kompozici u hudebního skladatele Alexandra Moyzese na bratislavské VŠMU. Pracoval jako hudební režisér ve Slovenském rozhlasu. V letech 1980–1985 hrál s jazzovým hudebníkem Peterem Lipou. V období 1985–1987 byl členem Orchestru Gustava Broma. V letech 1993–1994 účinkoval v politicko-satirickém pořadu Milana Markoviče ve Slovenské televizi. Od roku 1992 žil v kanadském Torontu a v roce 2007 se přestěhoval do New Yorku. V roce 1995 byl v USA zařazen do nahrávek série The Best of 1995. V deníku SME publikoval svoje kritické postřehy pod názvem Z druhého brehu, v týdeníku Domino fórum Javorové listy.
V dubnu 1998 vydal svoji první knihu pod názvem Javorové listy, která se stala bestsellerem. Od roku 2007 rediguje ve slovenském měsíčníku věnovanému klasické hudbě Hudobný život pravidelnou rubriku Z iného sveta. Ovládá plynule sedm světových jazyků.

## Koncertní činnost a tvorba
Věnuje se interpretaci klasické hudby, jazzu, tanga, i filmové hudby. Na koncertech často kombinuje hru na klavír s dirigováním. Pod jeho taktovkou hrálo vícero velkých světových hudebních těles. Je také oceňovaným skladatelem a autorem netradičních hudebních aranží děl populární hudby (např. mezinárodně oceněné CD Beatles Go Baroque).

## Nahrávky
Jeho dosavadní tvorba je zachycena na více než 150 digitálních nahrávkách, kterých se po celém světe až doposud prodalo více než 1,5 miliónu kusů[zdroj?].

## Ocenění
Slovenský prezident Andrej Kiska mu 1. ledna 2018 předal Řád Ľudovíta Štúra.